# Lista personajelor din Miraculos: Buburuza și Motan Noir
Aceasta este o listă a personajelor din Miraculos: Buburuza și Motan Noir.

## Personaje principale
Marinette Dupain-Cheng / Buburuza
Marinette este o elevă la Colegiul Françoise-Dupont și își dorește să devină designer de modă. Marinette este dulce, mai mereu bucuroasă și, uneori, puțin stângace, dar respectată și îndrăgită de colegii ei. Ei îi place foarte mult de Adrien Agreste, dar de emoție și jenă abia poate vorbi în preajma lui; cea mai bună prietenă a ei, Alya, încearcă adesea să o ajute pe Marinette să-i mărturisească lui Adrien dragostea pentru el, dar de cele mai multe ori se termină cu un dezastru. În calitate de păzitor ales al Miraculosului Buburuză, ea se poate transforma în super-eroina Buburuza, cu ajutorul Kwami-ului ei, Tikki,  pentru a apăra Parisul de răufăcători, alături de partenerul ei, Motan Noir. Puterea ei specială, „Talisman Norocos”, creează un obiect și îi permite să identifice alte obiecte cheie din jur pe care le poate folosi alături de acesta pentru a-i învinge pe răufăcătorii; dintre toți super-eroii și purtătorii de Miraculos, ea este cea responsabilă pentru capturarea și purificarea fluturilor Akuma, care îi transformă pe oameni în răufăcători după ce sunt încărcați cu energie negativă de maleficul Hawk Moth. În calitate de Buburuză, ea respinge flirturile ocazionale ale lui Motan Noir, fără să știe că alter-ego-ul lui este însuși Adrien, dragostea vieții ei.
După cum se arată în „Inimă de Piatră”, Marinette a fost aleasă de maestrul Fu ca cea mai recentă deținătoare al Miraculosului Buburuză și, cu ajutorul kwami-ului ei, Tikki, se poate transforma în supereroina vitează și vivace „Buburuza” (engleză: Ladybug) pentru a apăra Parisul de răufăcătorii lui Hawk Moth alături de Motan Noir. Ca Buburuza, ea devine mai încrezătoare și mai serioasă, adesea spule de pe avansurile lui Motan Noir asupra ei, fără să știe că el este în secret Adrien, dar ea ajunge mai târziu să prețuiască prietenia lui și să depindă de el în misiunile lor. Armele ei sunt un yo-yo, care este de obicei foarte durabil, cu toate acestea au existat cazuri de rupere - și puterea ei specială, „Talisman Norocos”, îi permite să creeze un obiect pentru a ajuta la rezolvarea unei probleme specifice, învingând sau ajutând la înfrângerea unui răufăcător akumatizat. Odată ce problema a fost rezolvată, ea este capabilă să-și folosească a doua putere, „Buburuza Miraculoasă”, pentru a restabili lucrurile așa cum au fost și pentru a repara toate daunele. Yo-yo-ul ei este, de asemenea, capabil să capteze și să purifice akuma, să stocheze obiecte și, la fel ca toate instrumentele miraculoase, acționează ca un telefon și un comunicator pe care să-l folosească. Când ea devine Gardian, Buburuza are capacitatea de a da alte personaje Miraculoase prin yo-yo-ul ei.
În „Reflekdoll”, Marinette obține temporar Miraculosul Motanului și se transformă în „Doamna Noir”. În „Vânătorul de Kwami”, ea mânuiește temporar Mouse-ul Miraculos ca parte a planului ei de a-l învinge pe Hawk Moth, transformându-se în „Multimouse”. În mai multe rânduri, Marinette a folosit un alt Miraculos în conjuncție cu Miraculosul Buburuza, „unificându-și” puterea într-una pentru a câștiga noi abilități; până în prezent, ea s-a unit cu Miraculosul Dragonului pentru a deveni „Dragonruza”, Miraculosul Albinelor pentru a deveni „Doamna Albină”, iar Calul Miraculos pentru a deveni „Pegaruza” (în „Regina miracolului”, „Optigami”, respectiv „Sentibalonarul”).
Începând cu „Regina Miracol”, Marinette este succesoara maestrului Fu și noul Gardian a Miraculoșilor la Paris. Ca atare, Buburuza începe să dezvolte noi abilități ca Gardian, acum capabil să convoace orice Miraculos de care are nevoie prin yo-yo-ul ei. În „Gașca Secretelor”, incapabilă să gestioneze singură stresul noilor sale responsabilități, ea îi dezvăluie Alyei identitatea ei secretă. Imediat după ce în „Dr. Porumbel 72”, Alya o ajută pe Ladybug să recunoască puterile de creație ale Miraculosului Buburuză, permițându-i să genereze o nouă ținută și să creeze „Farmece Magice” pentru a împiedica victimele lui Shadow Moth să fie din nou akumatizate.
Adrien Agreste / Motan Noir
Adrien este unul dintre colegii lui Marinette și un model de modă faimos pentru compania de îmbrăcăminte a tatălui său, Gabriel Agreste. El este păzitorul ales al Miraculosului Pisică Neagră, care îl transformă în super-eroul Motan Noir, cu ajutorul Kwami-ului său, Plagg. Alături de Buburuză, el protejează zilnic Parisul de răufăcători. Ca și Marinette, Adrien este bun la suflet, foarte amabil și politicos; deși este respectat și destul de faimos printre colegii săi, el este foarte modest și astfel preferă de cele mai multe ori să se relaxeze în liniște, ca orice adolescent obișnuit, în compania celui mai bun prieten al său, Nino. Deși familia sa este bogată, Adrien suferă deoarece este mai mereu singur în casa lui cea mare, mama lui dispărând în mod misterios cu nu foarte mult timp în urmă iar tatăl său tratându-l foarte sever și cu răceală, cu un program strict, fără prieteni, și adesea nici măcar obosindu-se să petreacă timp cu el. În calitate de Motan Noir, Adrien se simte liber și lipsit de griji, astfel că se comportă complet diferit decât alter-ego-ul său, adesea fiind foarte energic și făcând constant glume, chiar și în cele mai dificile situații. El este, de asemenea, îndrăgostit de Buburuză, în ciuda faptului că nu știe adevărata ei identitate, și încearcă constant să o impresioneze, dar de cele mai multe ori nu face decât să o enerveze cu glumele lui proaste cu pisici. Puterea lui specială, „Ghiara Felinei”, îi permite să distrugă un obiect cu o simplă atingere de mână. El nu știe de pasiunea lui Marinette pentru el și o vede doar ca pe o prietenă bună.
După cum se arată în „Inimă de Piatră Partea 1”, Adrien a fost ales de maestrul Fu ca cel mai recent deținător al Miraculosului Motan (numit și Miraculosul Motan Noir), iar cu ajutorul kwami-ului său, Plagg, se poate transforma în supereroul Motan Noir (engleeză: cat noir) pentru a lupta cu Buburuza în salvarea Parisului de răufăcătorii lui Hawk Moth. Ca Motan Noir, el este mai rebel și fără griji, fiind în același timp profund îndrăgostit de Buburuza și încercând adesea să-și câștige afecțiunea, în ciuda faptului că nu-i cunoaște adevărata identitate. Arma sa este un personal multifuncțional, iar puterea sa specială, „Cataclism”, îi permite să distrugă orice atinge.
În „Reflekdoll”, Adrien utilizează temporar Miraculosul Buburuza și devine „Mister Bubu”. În „Desperada”, Buburuza îl recrutează pe Adrien cu Miraculosul Șarpe pentru a deveni „Aspik”, fără să știe că el însuși este un deținător miraculos; cu toate acestea, el îi returnează-o din cauza eșecurilor sale constante în oprirea Desperadei. Ca și Buburuza, el poate unifica Miraculoasele împreună, unificându-se cu Șarpele Miraculos pentru a deveni „Șarpe Noir” în „Regina miracol”. În același episod, el începe o relație cu Kagami, dar nu este sigur de sentimentele sale, deoarece este încă îndrăgostit de Buburuza, ducând în cele din urmă la despărțirea lor în „Minciuni”.
În „Motan Blanc”, este prezentată o cronologie alternativă în care Adrien deduce identitatea secretă a marinettei și începe o relație cu ea, cu toate acestea, acest lucru îl face pe Hawk Moth să-i afle identitatea și, în cele din urmă, să-l akumatizeze în personajul negativ titular; o versiune albă malefică a lui Motan Noir care are puterea distrugerii infinite. Puterea lui Motan Blanc sfârșește prin a distruge Parisul și întreaga lume, dar, cu ajutorul lui Bunnyx, Buburuza este capabil să-l de-akumatizeze și să împiedice acest eveniment să se întâmple.
Hawk Moth / Gabriel Agreste / Scarlet Moth / Shadow Moth / Monarch
Hawk Moth este răufăcătorul principal al serialului, care își dorește cu orice preț să le ia Miraculoșii Buburuzei și lui Motan Noir pentru propriile scopuri malefice, deși eșuează mereu. El este, de asemenea, un purtător de Miraculos, luându-și puterile de la Miraculosul Fluture și Kwami-ul acestuia Nooroo, care îi permit să transforme pe oricine are sentimente negative în super-răufăcători, înzestrați la rândul lor cu puteri și pe care Hawk Moth îi controlează prin intermediul fluturilor Akuma, încărcați cu energie negativă. S-a dezvăluit ulterior că identitatea lui este de fapt Gabriel Agreste, un designer de modă faimos și tatăl sever al lui Adrien. Deși este mai mereu strict cu Adrien și complet absent din viața lui, lăsându-l în grija asistentei lui Natalie Sancoeur (care este singura care știe de identitatea secretă a lui Gabriel ca Hawk Moth) și a gărzii lui de corp, Gabriel ține mult la fiul său și nu ar lăsa niciodată să i se întâmple ceva rău. De asemenea, Hawk Moth mai are Miraculosul Păun și o carte veche despre toți Miraculoșii și purtătorii lor din trecut, pe care a găsit-o într-o vacanță, fiind ultima amintire de la soția sa înainte ca aceasta să dispară în mod misterios. În episodul „Colecționarul”, el s-a akumatizat pe sine în răufăcătorul titular, Colecționarul, cu puterea de a captura orice atinge într-un caiet de schițe, deși, ca și restul răufăcătorilor, a fost învins și de-akumatizat de Buburuză și Motan Noir; totuși, acest lucru nu a fost un total eșec, deoarece le-a anulat eroilor bănuiala că el este Hawk Moth. În episoadele „Catalizatoarea” și „Mayura”, el o akumatizează pe Natalie în răufăcătorul titular, Catalizatoarea, care îi mărește puterile și îl transformă în Scarlet Moth; cu aceste noi puteri, el își creează o armată din vechii răufăcători akumatizați folosind niște Akuma stajocii și îi conduce personal în a ataca Parisul (fiind astfel prima dată când apare în persoană în fața eroilor), dar este învins de Buburuză, Motan Noir și ceilalți eroi, deși reușește să scape. În episodul „Regina Viespe”, s-a dezvăluit că el își dorește Miraculoșii Buburuzei și Motan Noir doar pentru abilitatea lor de a îndeplini o dorință, el dorindu-și cu orice preț să își recapete soția pierdută, de care îi este foarte dor.
În sezonul patru, Gabriel unifică Fluturele și miraculosul Păun nou reparat împreună pentru a deveni „Shadow Moth”. Acest lucru îi permite să folosească atât puterea Akumatizație și Amokizație. Puterea de amokizare îi permite să aducă emoțiile la viață și să creeze sentimonștri pentru a ajuta la încercarea sa de a câștiga Miraculoasele Buburuzei și Motan Noir.La sfârșitul sezonului 4,cu ajutoru lui Felix care este purtator al Miraculosului Cainelui el reuseste sa fure 15 Miraculosi el face sclavi si prizonieri pe cei 15 kwami si isi schimba infatisarea 
Nathalie Sancoeur / Mayura
Natalie este asistenta lui Gabriel Agreste, responsabilă de siguranța lui Adrien. Ea este singura care știe de identitatea lui Gabriel ca Hawk Moth. În episodul „Catalizatoarea”, ea este akumatizată în răufăcătorul titular, Catalizatoarea, care îi poate spori puterile lui Hawk Moth cu ajutorul unor Akuma stacojii, ajutându-l să-și creeze o armată din vechii răufăcători akumatizați. În episodul „Mayura”, după ce Hawk Moth este învins de eroi, ea ia Miraculosul Păun din seiful acestuia și devine răufăcătoarea Mayura, care are puteri asemănătoare cu cele ale lui Hawk Moth, dar în loc de răufăcătorii, ea poate crea sentimonștrii, aceștia având rolul de a-i ajuta pe răufăcători. Mayura îl ajută pe Hawk Moth să scape, dar apoi pune Miraculosul la loc în seif, deoarece este avariat și periculos, Gabriel avertizând-o să nu-l mai folosească din nou.
Nathalie continuă să o ajute pe Hawk Moth ca Mayura pe tot parcursul sezonului 3, deși, pe măsură ce Miraculosul este deteriorat, începe să-i provoace probleme treptate de sănătate. În „Regina Miracol”, după retragerea lor din Buburuza și Motan Noir, Nathalie îi dă lui Gabriel tableta lui Fu, conținând o versiune tradusă a Cărții de vrăji miraculoase, permițându-i să repare în cele din urmă Miraculosul Păun.
În sezonul 4, Nathalie se dovedește a fi imobilizată la pat după evenimentele din „Regina Miracol”, datorită utilizării constante a Miraculosului Păun. În „Optigami”, se dezvăluie că, cândva înainte de evenimentele episodului, ea a creat un Sentimonstru pe nume Optigami, o creatură în formă de fluture origami, cu capacitatea de a camufla și spiona viața de zi cu zi a utilizatorilor Miraculoșilor.
Alya Cesaire / Rena Rouge / Rena Șireata / Scarrabella
Alya este prietena cea mai bună a lui Marinette pe care o ajută mereu la nevoie, mai ales în încercările de a-și mărturisi dragostea pentru Aidrien. Ea este unul dintre cei mai mari fani ai Buburuzei, având chiar și un blog dedicat acesteia. În episodul „Aniom”, ea ajunge mai apropiată de Nino și în cele din urmă devine prietena acestuia. Părinții ei sunt Otis și Marlena Cesaire și are și două surori gemene, Ella și Etta, precum și o soră mai mare, Nora. În episodul „Lady Wifi”, ea este akumatizată în răufăcătorul titular, Lady WI-FI, care se poate teleporta, filma sau îngheța oameni, cu ajutorul internetului. În episodul „Sapotici”, după ce Buburuza și Motan Noir au probleme în a învinge răufăcătorii titulari, Buburuza împrumută de la Maestrul Fu Miraculosul Vulpe, pe care i-l dă Alyei. Cu ajutorul kwami-ului Trixx, Alya se transformă în eroina Rena Rouge, ale cărei puteri sunt bazate pe iluzii; ea îi ajută pe Buburuză și Motan Noir să câștige, dar la final îi returnează Miraculosul Buburuzei, deoarece nu era încă pregătită să păzească un Miraculos. Expresia sa de transformare este „Trixx, să începem!” iar puterea ei specială este „Miraj”, care poate crea o iluzie despre orice. Rena Rouge se întoarce în episoadele următoare, ajutându-i pe Buburuză și Motan Noir să salveze situația atunci când nu se pot descurca singuri. În episodul „Mayura”, ea este akumatizată de un Akuma stacojiu și devine răufăcătoarea Rena Furie, dar își revine la normal după ce Hawk Moth este învins.
În „Gașca Secretelor”, ea devine din nou Doamna Wifi, făcând echipă cu Prințesa Miresmelor, Reflekta, Horrificatoarea și Stăpâna Timpului pentru a deveni Gașca Secretelor, care o urmărește pe Marinette pentru a o forța să dezvăluie secretele pe care le păstrează de la ei. În special, atunci când este convinsă de Buburuza să o ajute, Doamna Wifi devine primul personaj negativ din serie care se eliberează complet de controlul Shadow Moth. La sfârșitul aceluiași episod Marinette îi spune Alyei că este Buburuza, făcând-o a doua persoană după maestrul Fu care îi cunoaște identitatea secretă. Alya continuă apoi să o ajute pe Marinette ca ea însăși și Rena Rouge pe tot parcursul sezonului și, în „Optigami”, Marinette îi permite Alyei să se țină permanent de Miraculosul Vulpe și să acționeze în locul ei, dacă este nevoie. În episodul următor, „Sentibalonul”, după ce și-a dat seama că Alya deține o poziție specială cu Buburuza, Shadow Moth încearcă să o șantajeze să o trădeze pe Ladybug, amenințându-și prietenii și familia, dar Alya îl păcălește în schimb să creadă că nu va mai ține niciodată Miraculosul Vulpe cu iluziile ei. Din acest motiv, Alya adoptă o nouă identitate ca „Rena Furtive”, urmărindu-le pe ascuns Buburuza și Motan Noir pentru a le feri de capcanele lui Shadow Moth, completată cu o nouă uniformă care să se potrivească rolului ei. În „Hack-San”, Marinette îi încredințează temporar Alyei Miraculosul Buburuza, permițându-i să se transforme în „Scarabella”.
Nino Lahiffe / Carapace
Nino este prietenul cel mai bun al lui Adrien, pe care l-a ajutat să se integreze la colegiu. El este un DJ talentat și un regizor de film aspirant. În episodul „Aniom”, el este puțin îndrăgostit de Marinette, dar ajunge în schimb mai apropiat de Alya și în cele din urmă devine prietenul ei. În episodul „Balonarul”, el este akumatizat în răufăcătorul titular, Balonarul, care poate crea și controla diferite tipuri de baloane de săpun. În episodul „Anansi”, după ce Buburuza și Motan Noir au probleme în a învinge răufăcătorul titular, Buburuza împrumută de la Maestrul Fu Miraculosul Țestoasă, pe care i-l dă lui Nino. Cu ajutorul kwami-ului Wayzz, Nino se transformă în eroul Carapace, ale cărui puteri sunt bazate pe protejarea celorlalți; el îi ajută pe Buburuză și Motan Noir să câștige, dar la final îi returnează Miraculosul Buburuzei. Expresia sa de transformare este „Wayzz, carpacea!” iar puterea lui specială este „Acoperiș”, care poate crea un câmp de forță uriaș în jurul său și al aliaților săi. Carapace se întoarce în episoadele următoare, ajutându-i pe Buburuză și Motan Noir să salveze situația atunci când nu se pot descurca singuri. În episodul „Mayura”, el este akumatizat de un Akuma stacojiu și devine răufăcătorul Scut-Șoc, dar își revine la normal după ce Hawk Moth este învins.
Chloe Bourgeois / Regina Albină
Chloe este fiica primarului Andre Bourgeois și o elevă din clasa lui  Marinette și Adrien. Ea este extrem de rea, îngâmfată, răsfățată și crede că lumea se învârte în jurul ei, astfel că adesea își tratează cu indiferență și răceală colegii, șantajându-i și ridiculizându-i, astfel încât ei se întristează și devin ținte pentru Hawk Moth, care îi akumatizează în răufăcători. Ea este, de asemenea, îndrăgostită de Adrien, ducând la o rivalitate constantă cu Marinette pentru afecțiunea sa. Ca și restul colegilor ei, Chloe este o mare fană a Buburuzei, în ciuda faptului că nu îi știe adevărata identitate, și chiar are o copie după costumul ei, adesea considerându-se cea mai mare fană a ei și încercând să o ajute în timpul luptelor, deși nu face decât să înrăutățească situația. În episodul „Anti-Bubu”, ea este supărată după ce Buburuza i-a refuzat ajutorul și a insultat-o și este akumatizată în răufăcătorul titular, Anti-Bubu, cu aspectul și puterile complet opuse Buburuzei. În episodul „Regina Stilului”, ea găsește Miraculosul Albină (pe care Buburuza l-a luat de la Maestrul Fu sperând că îi va fi de ajutor, dar a ajuns să-l piardă) și, în episodul „Regina Viespe”, îi folosește kwamiu-l, Polen, pentru a devini eroina Regina Albină, ale cărei puteri sunt bazate pe controlarea celorlalți. Expresia sa de transformare este „Polen, aripioare!” iar puterea ei specială este „Venin”, ce poate imobiliza pe oricine. În același episod, Chloe este supărată după ce nu reușește să dovedească că este un erou adevărat, în special în fața mamei ei greu de impresionat, și este akumatizată în răufăcătorul titular, Regina Viespe, care poate împietri oamenii folosind un roi de viespi, dar este învinsă și Buburuza îi ia Miraculosul, până va dovedi că este vrednică de el. În episodul „Malediktator”, după ce Buburuza întâmpină probleme în a învinge răufăcătorul titular, ea îi înapoiază lui Chloe Miraculosul Albină, iar aceasta o ajută pe Buburuză să câștige, dovedind astfel că poate fi un erou adevărat, mai ales după ce este de acord de bună voie să-i înapoieze Miraculosul Buburuzei. Regina Albină se întoarce în episoadele următoare, ajutându-i pe Buburuză și Motan Noir să salveze situația atunci când nu se pot descurca singuri. În episodul „Mayura”, ea este akumatizată de un Akuma stacojiu și redevine Regina Viespe, dar își revine la normal după ce Hawk Moth este învins. Mare parte din personalitatea negativă a lui Chloe se datorează lipsei de dragoste din partea mamei ei, astfel că, odată ce devine Regina Albină și descoperă că poate fi și bună, ea începe să se schimbe treptat într-o persoană mai bună, devenind tot mai politicoasă și respectuoasă cu cei din jur, chiar și cu Marinette, pe care nu o poate suporta.
În „Sole Crusher”, se dezvăluie că are o soră vitregă pe nume Zoé Lee, care se mută de la New York la Paris și se împrietenește în curând cu Marinette și colegii ei de clasă, spre disperarea lui Chloe. Mai târziu, în „Regina Banana”, Chloé își încheie prietenia cu Adrien când o cheamă despre maltratarea colegilor lor de clasă și este akumatizată de Shadow Moth în Regina Banana, o superrăufăcătoare care poate transforma oamenii în banane și comandă un sentimonstru uriaș de tip gorilă numit Banana Boom Boom. După ce a fost de-akumatizată, Chloé genele afară la Ladybug și noul deținător Bee Miraculos, Vesperia (fără să știe că ea este de fapt Zoé). Înainte ca Shadow Moth să o poată akumatiza din nou, Zoé o păcălește pe Chloé să pună un farmec magic pentru a respinge akuma.
Maestrul Fu / Marele Gardian
Maestrul Fu este un vechi purtător de Miraculos și un Gardian al Miraculoșilor, având 186 de ani. Acesta a fost selectat pentru a deveni un gardian de la o vârstă fragedă. Fiind o mare onoare, familia lui l-au trimis la un templu pentru a se pregăti. Dar el nu era bucuros, dorindu-și să fie împreună cu părinții lui și cu copiii de vârsta sa.
Într-o zi a fost supus unui test. Acesta consta în păzirea unui cutii cu miraculoși timp de 24 de ore fără mâncare. După câteva ore, nemai putând rezista foamei, a decis să- folosească pe Dussu, Miraculosul Păun, pentru a crea un sentimonstru care trebuia să-i aducă de mâncare. Dar, fiindcă Maestrul Fu ura foarte mult viața pe care o avea, sentimontrul creat de el a început să mănânce tot ce avea legătură cu miraculoșii, scăpând de sub controlul creatorului său. Atunci un călugăr i-a spus să fugă cu o carte plină de informații despre miraculoși și cu cutia din care a fost scos Dussu. Doar că, în timp ce încerca să scape acel sentimonstru, a pierdut cartea și pe Miraculoșii Fluture și Păun.
În prezent, el locuiește în Paris și păzește Cutia cu Miraculoși, fiind responsabil de împărțirea lor către noi purtători. El deține Miraculosul Țestoasă și pe Kwami-ul acestuia, Wayzz, deoarece a fost la rândul lui un super-erou cu mult timp în urmă, dar în prezent este prea bătrân pentru acest lucru. El s-a împrietenit cu Marinette și îi dă diverse sfaturi despre Miraculoși și istoria lor, iar ulterior și cu Adrien.
În „Syrena”, el se întâlnește cu Adrien și îi furnizează atât lui, cât și Marinettei puteri speciale pe care să le folosească pentru misiuni specifice. În „Backwarder”, se dezvăluie că vrea ca Marinette să devină succesorul său și are, de asemenea, o prietenă veche pe nume Marinanne, de care s-a despărțit în timpul celui de Al Doilea Război Mondial.
În „Sărbătoarea”, Fu îi spune lui Marinette originile sale ca tânăr ales să devină gardian la templul Ordinului Gardienilor, până când a abuzat de Miraculosul Păun și a creat un sentimonster care a sfârșit prin a distruge templul și a devorat celelalte Miraculoase; Miraculoasele Păunului și Fluturelui, împreună cu Cartea de vrăji miraculoase fiind pierdute atunci când Fu a scăpat de Templu, toate trei intrând mai târziu în posesia lui Hawk Moth. Până la sfârșitul episodului, Buburuza și Motan Noir înfrâng sentimonstrul și restabilesc lucrurile la normal, întorcând astfel templul Gardienilor și răscumpărând greșeala lui Fu. În „Regina Miracol”, Fu îi transmite lui Marinette dreptul de proprietate asupra Cutiei Miracolului, pierzându-și toate amintirile ca parte a tranziției (legea gardienilor). Apoi se reîntâlnește cu Marinanne și, împreună, părăsesc Parisul.
În „Furious Fu”, Fu se întoarce pentru scurt timp la Paris cu Marinanne, cu care este acum căsătorit și cu care locuiește la Londra. Când este înfuriat și agresat de Su-Han, el este akumatizat de Hawk Moth în Furious Fu, puterea de a aduce la viață cuvinte pictate pe diferite talismane. Odată învins, el se împaca cu Su-Han și pleacă din nou de la Paris.

## Personaje secundare

### Colegii lui Marinette și Adrien
Sabrina Raincomprix/Doamna Copoi
Sabrina este singura prietenă a lui sora sa Mlochi  și asistentul ei personal Jean -Manaha . Chloe o tratează adesea pe Sabrina ca pe un servitor, punând-o să facă tot felul de treburi pentru ea. În episodul „Anti-Bubu”, ea este supărată pe po ignoră și este pentru ochiul uman. Invizibila se întoarce în episoadele „Catalizatoarea” și „Mayura”, ca parte din armata de răufăcători akumatizați de Akuma stacojii ai lui Scarlet Moth. În episodul „Penalteam” ea a devenit Doamna Copoi.
Alix Kubel  / Bunnyx
Este o elevă din clasa lui Marinette și Adrien, fiind o prietenă apropiată de-a lui Marinette. Ea este pricepută la mersul pe role și grafitti. În episodul „Stăpâna Timpului”, ea este supărată după ce ceasul primit de ziua ei este distrus și este akumatizată în răufăcătorul titular, Stăpâna Timpului, care poate să înghețe oamenii în timp și să le folosească energia pentru a călători înapoi în timp. Stăpâna Timpului se întoarce în episoadele „Catalizatoarea” și „Mayura”, ca parte din armata de răufăcători akumatizați de Akuma stacojii ai lui Scarlet Moth.
În „Timetagger”, se dezvăluie că ceasul de buzunar al familiei sale este de fapt Miraculosul Iepurelui deghizat și că îl va purta ca supererou Bunnyx în viitor. Arma viitorului ei sine este o umbrelă, iar puterea ei specială, „Burrow”, îi permite să călătorească în timp. Apelul ei de transformare a sinelui viitor este „Puf, în sensul acelor de ceasornic!” Mai târziu, Bunnyx revine în „Motan Blanc” și o aduce pe Buburuza în viitor, unde Parisul este distrus de personajul titular. În același episod, se dovedește că ea este conștientă de identitățile secrete ale Buburuzei și lui Motan Noir, precum și de cele ale lui Hawk Moth.
Mylene Haprele / Polymouse
Este o elevă din clasa lui Marinette și Adrien, fiind o prietenă apropiată de-a lui Marinette. În episodul „Horificatoarea”, ea se sperie de un film în care joacă și este akumatizată în răufăcătorul titular, Horificatoarea, un monstru ce se hrănește cu frica celorlalți. Horificatoarea se întoarce în episoadele „Catalizatoarea” și „Mayura”, ca parte din armata de răufăcători akumatizați de Akuma stacojii ai lui Scarlet Moth. A fost din nou akumatizată și în „Gașca Secretelor”, făcând echipă cu Doamna Wifi, Printesa Miresmelor, Reflekta și Stăpâna Timpului pentru a deveni Gașca Secretelor.
În „Mega Leech”, ea primește temporar Miraculous Șoarece și se întâlnește cu kwami Mullo și se transformă în supereroina „Polymouse”. Arma ei este o frânghie de sărituri, iar puterea ei specială, Multitude, îi permite să se dubleze și să se micșoreze simultan. Apelul de transformare al lui Polymouse este „Mullo, Get Squeaky”.
Juleka Couffaine / Tigra Purpurie
Este o elevă cu o personalitate mai „emo ” din clasa lui Marinette și Adrien, fiind o prietenă apropiată de-a lui Marinette. În episodul „Reflekta”, ea este supărată după ce pierde Ziua Pozelor din cauza lui Chloe și este akumatizată în răufăcătorul titular Reflekta, care poate face pe oricine să arate exact ca ea. În „Félix”, ea, Alya și Rose sunt simultan akumatizați înapoi în Reflekta, Lady Wifi și Prințesa Miresmelor ca „The Punishers Trio”. În „Gașca Secretelor”, ea este din nou akumatizată în Reflekta, făcând echipă cu Stăpâna Timpului, Doamna Wifi, Horrificatoarea, și Prințesa Miresmelor pentru a forma Gasca Secretelor. În „Guiltrip”, ea a fost akumatizată din nou în Reflekta și a dat un nou sentimonstru numit Guiltrip; un portal viu cu o dimensiune de buzunar care generează bule violete care induc vinovăția și transformă pe oricine cedează acestei vinovăți în copii Reflekta care pot trage fascicule de energie ca originalul.
În „Crocoduel”, Juleka primește temporar Miraculosul Tigru și își întâlnește kwami Roaar, ceea ce îi permite să se transforme în „Tigra Purpurie”. Arma ei este un bici bola, iar puterea ei specială, „Clout”, îi permite să-și canalizeze energia într-un pumn extrem de puternic. Apelul ei de transformare este „Roaar, Stripes On”.
Luka Couffaine / Viperion
Este fratele mai mare al Julekei, care apare pentru prima dată în episodul „Căpitanul Hardrock”. El este foarte pasionat de muzică și are o atitudine calmă. Marinette pare să aibă o afecțiune pentru el. În episodul „Desperada”, el primește de la Buburuză Miraculosul Șarpe, acesta având puterea specială de a se întoarce în timp. Viperion apare mai târziu în „Distrugătorul de Petreceri”, „Regina Miracol” și „Wishmaker”.
În „Silencer”, după ce Bob Roth o amenință pe Marinette, Luka este akumatizat de Hawk Moth în Silencer, un superrăufăcător care fură voce capabil să ia și să uzurpe vocile victimelor sale. Ca Silencer, el își mărturisește dragostea pentru Marinette și reafirmă acest lucru odată ce este de-akumatzat. În „Adevăr”, el este akumatizat din nou în Adevăr, câștigând capacitatea de a forța pe oricine să spună adevărul, precum și un Sentimonster numit „Ochi de lumină” care își poate îngheța victimele în loc. Folosindu-și puterile, el descoperă că Jagged Stone este tatăl său, iar cei doi încep o relație la sfârșitul episodului.
În „Regina Miracol”, el și Marinette încep să se întâlnească. Cu toate acestea, incapabilă să se ocupe de minciuna pe care o minte despre identitatea ei secretă, Marinette se desparte de el; el și Marinette decid mai târziu să se comporți și să rămână prieteni în „Crocoduel”. În „Wishmaker”, Luka, în rolul lui Viperion, devine conștient atât de identitățile secrete ale lui Marinette, cât și de cele ale lui Adrien atunci când acestea sunt afectate de puterile lui Wishmaker, deși resetează timpul pentru a le împiedica să fie expuse. În cele din urmă, el păstrează acest fapt secret atât de Marinette, cât și de Adrien, devenind a treia persoană după Maestrul Fu și Bunnyx care să fie conștienți de identitatea lor.
Rose Lavillant / Porcela
Este o elevă mai mereu bucuroasă și dulce din clasa lui Marinette și Adrien, fiind o prietenă apropiată de-a lui Marinette. În episodul „Prințesa Miresmelor”, ea este supărată după ce Chloe îi distruge scrisoarea de dragoste pentru un prinț și este akumatizată în răufăcătorul titular, Prințesa Miresmelor, care poate controla oamenii cu ajutorul parfumului ei. Prințesa Miresmelor se întoarce în episoadele „Catalizatoarea” și „Mayura”, ca parte din armata de răufăcători akumatizați de Akuma stacojii ai lui Scarlet Moth.
În „Félix”, ea, Alya și Juleka sunt simultan akumatizate înapoi în Prințesa Miresmelor, Doamna Wifi și Reflekta ca „The Punishers Trio”. În „Gașca Secretelor”, ea este din nou akumatizată în Prințesa Miresmelor, făcând echipă cu Stăpâna Timpuli, Doamna Wifi, Horrificatoarea și Reflekta pentru a forma Gașca Secret. În ceea ce privește aparițiile pe ecran, Prințesa Miresmelor este unul dintre cei mai frecventi răufăcători akumatizați din serie.
În „Vinovăție”, Rose primește temporar Miraculosul Porc de către Buburuza și își întâlnește kwami Daizzi și se transformă în porc tematice super eroina „Porcela”. Arma ei este o tamburină iar puterea ei specială, „Darul”, creează o cutie de cadouri care se deschide pentru a dezvălui o imagine a dorinței cele mai profunde a țintelor. Chemarea ei de transformare este „Daizzi, Veselie!”
Nathaniel Kurtzberg/Caprikid
Este un elev talentat la desen din clasa al lui Marinette și Adrien. În episodul „Graficianul Malefic”, el este supărat pe Chloe după ce a fost pedepsit din cauza ei și este akumatizat în răufăcătorul titular, Graficianul Malefic, care poate șterge lucruri sau să-și aducă desenele la viață. Începând cu „Inversatorul”, el și Marc Anciel au început să colaboreze pentru a crea cărți de benzi desenate și sunt, de asemenea, implicați într-o relație de prietenie.
În „Evillustratorul”, după ce Chloè își bate joc de arta sa și o zdrobește pe Marinette, el akumatizat de Hawk Moth în Evillustratorul, capabil atât să aducă la viață tot ceea ce atrage la viață, cât și să ștealetă orice obiect. Evillustrator revine în „Păpușarul” ca unul dintre răufăcătorii akumatizați aduși la viață și controlați de Păpușar, alături de Doamna Wifi și Rogercop.În episodul „Penalteam” el a fost Caprikid.
Kim Le Chien / Regele Maimuță
Este un elev atletic din clasa lui Marinette și Adrien. În episodul „Cupidonul Malefic”, el este supărat după ce Chloe îl respinge de Ziua Îndrăgostiților și este akumatizat în răufăcătorul titular, Cupidonul Malefic, care poate zbura și trage cu săgeți ce distrug orice urmă de iubire din inimile oamenilor. Cupidonul Malefic se întoarce în episoadele „Catalizatoarea” și „Mayura”, ca parte din armata de răufăcători akumatizați de Akuma stacojii ai lui Scarlet Moth. În „Syrena”, el începe o relație cu prietena sa Ondine, după ce inițial a fost uitat de afecțiunea ei.
În „Distrugătorul de Petreceri”, el primește temporar Miraculosul Maimuță de la Maestrul Fu, își întâlnește Kwami Xuppu și se transformă în supereroul cu tematică maimuță „Regele Maimuță” (engleză: King Monkey). Arma sa este un Ruyi Jingu Bang, iar puterea sa specială, „Uproar”, îi permite să creeze un obiect care să perturbe superputerile adversarilor săi. Apelul său de transformare este „Xuppu, s-ă înceapă spectacolul!” Regele Maimuță revine în episodul „Regina Miracol”.
Max Kante / Pegasus
Este un elev inteligent și pasionat de jocurile video din clasa lui Marinette și Adrien, precum și prietenul cel mai bun al lui Kim. În episodul „Jucătorul Malefic”, el este supărat după ce a pierdut locul într-un campionat de jocuri video în favoarea lui Marinette și este akumatizat în răufăcătorul titular, Jucătorul Malefic, care pilotează un robot uriaș ce devine tot mai puternic pe măsură ce consumă mai mulți oameni. Jucătorul Malefic se întoarce în episoadele „Catalizatoarea” și „Mayura”, ca parte din armata de răufăcători akumatizați de Akuma stacojii ai lui Scarlet Moth. În „Jucătorul Malefic 2.0”, el este akumatizat din nou în Jucătorul Malefic, găzduind un turneu de joc de luptă cu foști răufăcători akumatizați ca personaje jucabile și, de asemenea, are capacitatea de a se transforma în oricare dintre personaje.
În „Startrain”, el primește temporar Miraculosul Cal de la Buburuza și se întâlnește cu kwami Kaalki și se transformă în supereroul cu tematică cal „Pegasus”. Arma sa este un bumerang în formă de potcoavă, iar puterea sa specială, „Voyage”, îi permite să deschidă un portal pentru a se teleporta în orice locație. Apelul său de transformare este „Kaalki, galop plin!” Pegasus revine în „Distrugătorul de petreceri”, „Regina Miracol” și „Mega Leech”.
Markov
Este un robot în miniatură construit de Max, capabil să aibă sentimente umane. El apare prima dată în episodul „Robostus”, unde este supărat după ce a fost confiscat de directorul Damocles și este akumatizat în răufăcătorul titular, Robostus, care poate da viață dispozitivelor mecanice; el este singurul răufăcător care să-l fi trădat pe Hawk Moth, deoarece își dorea Miraculoșii Buburuzei și lui Motan Noir doar pentru el, deși, ca și restul răufăcătorilor, a fost învins și de-akumatizat.
În „Hack-San”, Markov este infectat de un virus de la sentimonstrul titular, permițându-i lui Shadow Moth să-l re-akumatizeze în Robostus, cu noua capacitate de a spăla pe creier parizienii prin mesaje telefonice și de a-i forța să renunțe la cele mai prețioase posesiuni pentru el. În „Miraculosul New York”, Mayura creează o copie sentimonstru a robostusului pentru a ataca Parisul și a distrage atenția Buburuzei și lui Motan Noir; disiparea ei din existență după ce Buburuza și Motan Noir nu reușesc să apară.
Ivan Bruel/Minotaurox
Este un coleg din clasa lui Marinette și Adrien, precum și prietenul lui Mylene. Deși dă impresia unei persoane impunătoare și puternice, care se înfurie ușor, el are și o latură foarte sensibilă. În episodul „Inimă de Piatră”, el este supărat după ce a fost pedepsit și este akumatizat în răufăcătorul titular, Inimă de Piatră, un uriaș făcut din piatră (el este primul răufăcător cu care Buburuza și Motan Noir s-au luptat vreodată). Inimă de Piatră se întoarce în episoadele „Catalizatoarea” și „Mayura”, ca parte din armata de răufăcători akumatizați de Akuma stacojii ai lui Scarlet Moth.În episodul „Penalteam” el a devenit Minotaurox
Lila Rossi
Este o elevă nouă la școala lui Colegiul Françoise-Dupont, care este, de asemenea, atrasă de Adrien, astfel că devine rapid rivala principală a lui Marinette. Ea are o personalitate foarte antipatică și prefăcută, plăcându-i să mintă și să inventeze povești pentru a-i impresiona pe alții. În episodul „Vulpina”, ea este supărată după ce Buburuza îi expune minciunile în fața lui Adrien și este akumatizată în răufăcătorul titular, Volpina, care seamănă cu vechii purtători ai Miraculosului Vulpe și a cărui putere specială sunt iluziile. Deși este învinsă și de-akumatizată, Lila își păstrează ura pentru Buburuză. Lila se întoarce în episoadele „Catalizatoarea” și „Mayura”, unde este din nou akumatizată în Vulpina, ajutându-l pe Hawk Moth cu planul său de a crea o armată din vechii răufăcători akumatizați, deși își revine la normal odată ce Hawk Moth a fost învins.
În premiera sezonului 3, „Cameleon”, Lila se întoarce la școală și devine antagonică față de Marinette atunci când vede prin minciunile ei. Căutând să se răzbune pe Buburuza, ea își permite să fie akumatizată luând o akuma destinată inițial Marinette, devenind cameleonul superrăufăcătoare, care se poate transforma în oricine dorește sărutându-i, punându-i să doarmă. În „Oni-Chan”, ea o înfurie pe Kagami împărtășind o imagine cu adrienul ei sărutându-l și devine victima ei atunci când este akumatizată în Oni-Chan, deși în cele din urmă îl convinge pe răufăcător să-l distrugă pe Ladybug pentru ea. La sfârșitul episodului, ea se întâlnește oficial cu Gabriel și este de acord să lucreze cu el și să fie cu ochii pe prietenii lui Adrien; în realitate, Gabriel își folosește talentele mincinoase pentru a beneficia de activitățile sale ca Hawk Moth, folosind-o pentru a o face vulnerabilă pe Chloé în „Miraculer” și mai târziu profitând de haosul pe care îl seamănă în viața marinettei în „Buburuza” pentru a-și akumatiza toți prietenii și familia. Până la sfârșitul „Buburuza”, ea este recompensată pentru eforturile sale, devenind un nou model pentru brandul Agreste alături de Adrien.
Kagami Tsurugi / Ryuko
Este nepoata unui faimos luptător de scrimă și o elevă nouă la Colegiul Françoise-Dupont, făcând parte din echipa de scrimă a acestuia, alături de Adrien. Ea apare pentru prima dată în episodul „Riposte”, unde este supărată după ce a fost învinsă într-un duel de către Adrien și este akumatizată în răufăcătorul titular, Riposte, un spadasin cu o mână-sabie. În episoadele următoare, ea devine o prietenă tot mai apropiată de-a lui Adrien și chiar ajunge să-l placă destul de mult, spre supărarea lui Marinette, deși Adrien rămâne tot mai atras de Buburuză. Riposte se întoarce în episoadele „Catalizatoarea” și „Mayura”, ca parte din armata de răufăcători akumatizați de Akuma stacojii ai lui Scarlet Moth.
În „Minciuni”, simțindu-se rănită de minciuna constantă a lui Adrien, ea este akumatizată de Shadow Moth în Minciuni, câștigând capacitatea de a paraliza pe oricine a spus vreodată o minciună.
În „Ikari Gozen”, ea primește temporar Miraculosul Dragon de la Buburuza și se întâlnește cu Kwami Longg și se transformă în supereroul cu tematică dragon „Ryuko”. Arma ei este o sabie și puterea ei specială îi permite să apeleze la trei transformări separate în aer, apă sau fulgere. Chemarea ei de transformare este „Longg, adu furtuna!”. În ciuda faptului că și-a dezvăluit accidental identitatea lui Hawk Moth în debutul ei, Ryuko apare mai târziu în „Vânătorul de Inimi” și „Mega Leech”. La sfârșitul „Regina Miracol”, ea și Adrien încep să se întâlnească, dar Kagami își oprește relația în „Minciuni” din cauza necinstei sale, deși rămân prieteni.
Aurora Boreal
Este o elevă de la Colegiul Françoise-Dupont. În episodul „Vreme Tulbure”, ea este supărată după ce pierde un concurs TV pentru poziția de meteorolog și este akumatizată în răufăcătorul titular, Vreme Tulbure, care poate controla vremea. Vreme Tulbure se întoarce în episoadele „Catalizatoarea” și „Mayura”, ca parte din armata de răufăcători akumatizați de Akuma stacojii ai lui Scarlet Moth. În „Vreme Tulbure 2”, când este agresată de Chloé, ea este akumatizată într-o versiune puternică a Vremei Tulbure, extinzându-și puterile pentru a include „toate forțele naturii”.
Marc Anciel/Cocoșul Curajos
Este un elev timid de la Colegiul Françoise-Dupont, căruia îi place să scrie în secret povești despre Buburuză. În episodul „Inversatorul”, el este supărat după ce Nathaniel, supărat din cauza unei neînțelegeri, i-a distrus jurnalul cu povești și este akumatizat în răufăcătorul titular, Inversatorul, care zboară pe un avion de hârtie și poate inversa personalitatea și caracterul oamenilor cu ajutorul unor avioane mai mici.În episodul „Penalteam” el a devenit Cocosul Curajos.
Zoe Lee / Vesperia
Este sora vitregă maternă a lui Chloé din New York, care apare în sezonul 4. Spre deosebire de sora ei Chloé, Zoé este în mod natural amabilă și se întâlnește cu elevii clasei domnișoarei Bustier. Inițial, ea se preface că este răutăcioasă și egocentrică ca sora ei pentru a fi acceptată de familia ei, deși în cele din urmă alege să fie propria ei persoană.
În „Sole Crusher”, incapabilă să se descurce pretinzând că este cine nu este, ea este akumatizată de Shadow Moth în personajul titlular Zdrobitoarea, care poate absorbi pe oricine atinge cu pantofii ei, permițându-i să crească mai mare și mai puternică.
În „Regina Banana”, Zoé este înzestrat cu Miraculosul Albinei și devine supereroina „Vesperia”, care are aceleași abilități ca Regina Albină. Vesperia își face apariția ulterioară în „Mega Leech”.

### Profesorii de la Colegiul Françoise Dupont
Caline Bustier
Este diriginta clasei lui Marinette și Adrien, foarte amabilă și prietenoasă. În episodul „Zombizou”, ea devine îngrijorată după ce trebuie s-o protejeze pe Marinette de un Akuma și ajunge să fie ea însăși akumatizată în răufăcătorul titular, Zombizou, care poate controla pe oricine sărută, transformându-l într-un zombi fără minte. În „Buburuza”, doamna Bustier este akumatizată în Zombizou încă o dată de Scarlet Moth, deși în curând a revenit la normal. În specialul „Miraculosul New York”, se dezvăluie că așteaptă un copil.
Domnul Damocles
Este directorul strict al Colegiului Françoise-Dupont. În episodul „Bufnița Malefică”, este dezvăluit că el este un mare fan al eroului din benzi desenate Bufinița, având un costum identic cu al acestuia și chiar și un calculator cu inteligență artificială pentru a-l ajuta să se lupte cu crima din Paris, deși în realitate este foarte neîndemânatic și se încurcă mai mereu. În același episod, el este umilit după ce a avut nevoie să fie salvat de Buburuză și Motan Noir și este akumatizat în răufăcătorul titular, Bufnița Malefică, care are toate puterile și gadget-urile Bufniței. După ce este învins și de-akumatizat, el continuă să ajute oamenii din Paris drept Bufnița, însă fără nimic periculos, ci doar așa cum ar trebui orice cetățean model. În „Buburuza”, Damocles este akumatizat din nou în Bufnița Malefică de Scarlet Moth, deși în curând a revenit la normal.
Doamna Mendeleiev
Este profesoară la Collège Françoise Dupont care predă știință, matematică și fizică. Ea se dovedește a fi mai strictă și mai puțin amabilă decât domnișoara Bustier, deși încă îi pasă de studenții ei.
În „Vânătorul de Kwami”, doamna Mendeleive se dovedește a fi conștientă de Tikki și Plagg, dar este akumatizată după ce descoperirile ei asupra lor nu sunt luate în serios, devenind Vânătorul de Kwami, care poate captura kwami-uri folosind o armă asemănătoare unui vaccum. Până la sfârșitul episodului, Motan Noir o convinge să păstreze secretă existența kwami-urilor, făcând-o singurul deținător non-miraculos sau Guardian care le cunoaște.
Armand D'Argencourt
Este profesorul de scrimă de la Colegiul Françoise-Dupont. În episodul „Spadasinul Întunecat”, el este supărat după ce a pierdut alegerile pentru primar al Parisului și este akumatizat în răufăcătorul titular, Spadasinul Întunecat, un spadasin care poate transforma pe oricine în cavaleri, ce devin servitorii lui. Spadasinul Întunecat se întoarce în episoadele „Catalizatoarea” și „Mayura”, ca parte din armata de răufăcători akumatizați de Akuma stacojii ai lui Scarlet Moth.
Fred Haprele
Este un actor și tatăl lui Mylene. În episodul „Mimul”, el este supărat după ce a fost păcălit să rateze o audiție și este akumatizat în răufăcătorul titular, Mimul, care poate aduce la realitate orice mimează. Mimul se întoarce în episoadele „Catalizatoarea” și „Mayura”, ca parte din armata de răufăcători akumatizați de Akuma stacojii ai lui Scarlet Moth.

## Kwami
Tikki
Este kwami-ul Miraculosului Buburuză și o prietenă apropiată a lui Marinette. Ea este jucăușă și foarte iubitoare. Câtă vreme Marinette poartă Miraculosul Buburuză, ea este vizibilă. Tikki îi permite lui Marinette să se transforme în Buburuza, intrând în Miraculos după ce Marinette spune „Tikki, transformarea!”. În episodul „Bufnița Malefică”, ea află de identitatea lui Adrien ca Motan Noir, dar o păstrează secretă.
Plagg
Este kwami-ul Miraculosului Pisică Neagră și un prieten apropiat al lui Adrien. El iubește brânza Camembert. Câtă vreme Adrien poartă Miraculosul Pisică Neagră, el este vizibil. Plagg îi permite lui Adrien să se transforme în Motan Noir, intrând în Miraculos după ce Adrien spune „Plagg, scoate ghearele!”. În episodul „Bufnița Malefică”, el află de identitatea lui Marinette ca Buburuza, dar o păstrează secretă. Marinette îl întâlnește personal în episodul „Regina Stilului”, unde o ajută să învingă răufăcătorul titular în absența lui Motan Noir.
Wayzz
Este kwami-ul Miraculosului Țestoasă și un prieten apropiat al Maestrului Fu. Spre deosebire de toți ceilalți Miraculoși, care sunt ținuți într-o cutie, Maestrul Fu poartă Miraculosul Țestoasă, făcându-l pe Wayzz vizibil. Wayzz poate transforma pe orice purtător al Miraculosului Țestoasă într-un erou, dar Maestrul Fu este prea bătrân pentru acest lucru. Totuși, începând cu episodul „Anansi”, Buburuza împrumută ocazional Miraculosul și i-l dă lui Nino pentru a deveni eroul Carapace, care să-i ajute atunci când ea și Motan Noir nu pot învinge un răufăcător singuri.
Nooroo
Este kwami-ul Miraculosului Fluture, care este obligat să-și servească stăpânul, ci anume pe Hawk Moth. Deși Miraculosul Fluture a fost creat inițial, la fel ca și celelalte, pentru bine, având puterea a-i transforma pe alții în eroii, Hawk Moth alege să-l folosească pentru propriile scopuri malefice și astfel creează doar răufăcători.
Trixx
Este kwami-ul Miraculosului Vulpe și un prieten recent al Alyei. El este păstrat în interiorul Miraculosului Vulpe din cutia Maestrului Fu, dar începând cu episodul „Sapotici”, Buburuza împrumută ocazional Miraculosul și i-l dă Alyiei pentru a deveni eroina Rena Rouge, care să-i ajute atunci când ea și Motan Noir nu pot învinge un răufăcător singuri.
Polen
Este kwami-ul Miraculosului Albină și o prietenă recentă a lui Chloe. Ea este păstrată în interiorul Miraculosului Albină din cutia Maestrului Fu, dar începând cu episodul „Regina Stilului”, Buburuza împrumută ocazional Miraculosul și i-l dă lui Chloe pentru a deveni eroina Regina Albină, care să-i ajute atunci când ea și Motan Noir nu pot învinge un răufăcător singuri.
Mullo
Este kwami de multiplicare, legat de mouse-ul miraculos, o În colier. Puterea ei se manifestă ca Multitude, ceea ce permite utilizatorului să se micșoreze în dimensiune și să creeze mai multe copii ale lor. Ea îi permite lui Mylène să se transforme în Polimoză. Ea a fost, de asemenea, pentru scurt timp mânuită de Marinette pentru a se transforma în Multimouse, și unificat cu Miraculoasele Vulpe, Motan și Buburuză, permițându-i Marinettei să se transforme în Multivulpe, Multinoir și Multiruza respectiv.

Stompp
Este kwami-ul Miraculosului Boului, a inelul nasului. În sezonul 4, Stompp va permite unui utilizator necunoscut să se transforme în Minotaurox
Roarr
Este un kwami de exaltare, legat de Miraculosul Tigru, a brățară panjas. Puterea ei se manifestă ca Clout, o putere care oferă utilizatorului un pumn suficient de puternic pentru a trimite destinatarul care zboară. Ea îi permite Julekei să se transforme în Tigroaica Purpurie.
Fluff
Este kwami-ul evoluției, legat de Miraculosul Iepurelui, a ceas de buzunar. Puterea ei se manifestă ca Burrow, ceea ce permite deținătorului să creeze un portal care poate călători în timp. Ea permite sinelui viitor al lui Alix să se transforme în Bunnyx.
Longg
Este un kwami de perfecțiune, legat Miraculosul Dragon, a Margele Cravată. Puterea sa se manifestă ca o deplasare a formei elementare, permițând titularului său să se transforme în vânt, apă sau fulgere. El îi permite lui Kagami să se transforme în Ryuko. El a fost, de asemenea, pentru scurt timp unificat cu Miraculosul Buburuza, permițând-o pd Marinette să se transforme în Dragonruza.

Sass
Este kwami-ul intuiției, legat de Miraculosul Șarpelui, un ouroboros brățară. Puterea sa se manifestă ca a doua șansă, o putere care permite titularului să se întoarcă într-un loc marcat anterior în timp. El îi permite lui Luka să se transforme în Viperion. El a fost, de asemenea, folosit pentru scurt timp de Adrien pentru a se transforma în Aspik, și unită cu Miraculosul Motan pentru a-l transforma în Șarpe Noir.
Kaalki
Este kwami de teleportare, legat de Miraculosul Cal, o pereche de ochelari. Puterea ei se manifestă ca Voyage, care îi permite mânuitorului ei să deschidă un portal care poate călători prin spațiu. Ea îi permite lui Max să se transforme în Pegas. În „Sole Crusher”, se arată că atunci când își folosește puterea fără suport, provoacă obiecte pentru a fi aspirate în portalurile ei și transportate în locații aleatorii. În „Optigami”, folosirea puterii ei prea des face ca portalurile aleatorii să apară și să transporte obiecte la fel de mari ca clădirile. Ea a fost, de asemenea, pentru scurt timp unificată cu Miraculosul Buburuza, permițând-o pe Marinette să se transforme în Pegaruza.
Ziggy
Este kwami de Capra Miraculos, o pereche de agrafe de păr. În sezonul 4, Ziggy va permite unui utilizator necunoscut să se transforme în Caprikid.
Xuppu
Este kwami de batjocură, legat de Miraculosul Maimuță, un cerc. Puterea sa se manifestă ca Vacarm, o putere care generează un obiect care poate perturba superputerile altuia. El îi permite lui Kim să se transforme în Regele Maimuță.
Orikko
Este kwami de Miraculos Cocoș, un inel de degetul mare. În sezonul 4, Orikko va permite unui utilizator necunoscut să se transforme în Curajul cocoșului.
Barkk
Este kwami-ul miraculosului câinelui, a guler colier. În sezonul 4, Barkk va permite unui utilizator necunoscut să se transforme în Traquemoiselle.
Daizzi
Este kwami de jubilație, legat de Miraculosul Porcului, are o perlă Anklet. Puterea sa se manifestă ca Dar, care creează o cutie de daruri de lumină care se deschide pentru a dezvălui o imagine a dorinței celei mai profunde a țintei. El îi permite lui Rose să se transforme în Pigella.

## Alte personaje
Tom Dupain și Sabine Cheng
Sunt părinții iubitori ai lui Marinette. Ei dețin împreună o cunoscută brutărie din Paris.
În „Weredad”, când Marinette este aparent sfâșiată de Cat Noir, Tom este akumatizat de Hawk Moth în Weredad, un superrăufăcător cu tematică de câine de pază, cu o putere sporită și capacitatea de a manipula vița de vie spinoasă.
În „Miraculosul Shanghai”, se dezvăluie că Sabine s-a născut ca Cheng Xia Bing (Xia Bing Cheng în ordine occidentală) înainte de a lua numele Sabine când s-a mutat la Paris. De asemenea, este dezvăluit faptul că ea a fost crescută în Shanghai de unchiul ei mare, Wang Cheng, și are o soră pe nume Shu Yin, care este menționată în „Hack-San” pentru a fi trăiesc în Londra.
În „Buburuza”, ea este aproape akumatizată într-un personaj negativ numit Regina Veritate de Scarlet Moth, dar Catalyst cedează epuizării cauzate de miraculosul Păun deteriorat, distragând atenția lui Scarlet Moth și anulând procedura înainte de a putea fi transformată.
Andre Bourgeois
Este primarul Parisului, proprietarul Hotelului Grand Paris și tatăl lui Chloe. El nu prezintă prea multe calități de lider, având o personalitate destul de schimbătoare, fiind foarte ușor de influențat (în special de fiica sa) și, de regulă, bazându-se pe alții să-i rezolve problemele în locul lui, de aceea este un fan al Buburuzei și lui Motan Noir, care salvează Parisul de fiecare dată iar el nu trebuie să facă nimic. Andre își iubește foarte mult fiica și ar face orice pentru ea, ceea ce explică de ce Chloe face mereu pe șefa cu el și profită de puterea lui în calitate de primar pentru a obține tot ce vrea, deoarece toată lumea lui Andre se învârte în jurul familiei sale și să-i facă acesteia pe plac, în special lui Chloe. În episodul „Malediktator”, el este supărat după ce Chloe și soția lui Audrey se pregătesc să plece din Paris, din cauză că nu le-a putut face pe plac și să-i pedepsească pe colegii lui Chloe care au insultat-o, și este akumatizat în răufăcătorul titular, Malediktator, care poate face oamenii să-i îndeplinească orice poruncă. Malediktator se întoarce în episoadele „Catalizatoarea” și „Mayura”, ca parte din armata de răufăcători akumatizați de Akuma stacojii ai lui Scarlet Moth.
În „Sole Crusher”, el o întâlnește pe fiica sa vitregă, Zoé Lee, și formează o legătură cu ea; chiar și în cele din urmă în picioare până la Chloé în apărarea ei. În același episod, se dezvăluie că el a fost un regizor, regizând filmul Singurătate cu Emilie Agreste în rolul principal, dar în cele din urmă a renunțat la aspirațiile sale de regie și s-a mutat în politică pentru a-și întreține mai bine familia.
În „Vânătorul de Inimi”, el și Audrey sunt simultan akumatizați în Vânătorul de Inimi, un superrăufăcător cu două fețe care consumă iubirea; în special, ei sunt unul dintre puținii răufăcători Ladybug și Cat Noir nu sunt în măsură să învingă, deoarece Hawk Moth își anulează el însuși transformarea. În „Mega Leech”, când oamenii din Paris se raliează împotriva planului său de renovare a Place des Vosges pentru „Proiectul Oxigen”, el este akumatizat de Shadow Moth în Malediktator încă o dată și prevăzut cu un sentimonstru numit Mega Leech, care îl împarte în mii de duplicate miniaturale capabile să controleze mințile parizienilor.
Audrey Bourgeois
Este un designer de modă faimoasă în toată lumea, soția lui Andre și mama lui Chloe. Ea are o personalitatea foarte asemănătoare cu fiica ei, fiind mai mereu rece și indiferentă cu toți cei din jur, îngâmfată, răsfățată și plăcându-i să le dea constant ordine altora, în special soțului ei, care ar face orice pentru fericirea ei sau a lui Chloe. Ea a locuit în New York aproape toată viața lui Chloe și, chiar și când se întoarce după atâta timp, este foarte rece cu aceasta, ceea ce explică personalitatea lui Chloe foarte asemănătoare cu cea a mamei ei, datorată lipsei de dragoste și atenție din partea acesteia; totuși, cele două devin mai apropiate odată ce își dau seama câte au în comun. Ea apare pentru prima dată în episodul „Regina Stilului”, unde este supărată după ce a fost insultată de Gabriel Agreste și este akumatizată în răufăcătorul titular, Regina Stilului, făcut în întregime din aur și care poate transforma oamenii în statui de aur. Regina Stilului se întoarce în episoadele „Catalizatoarea” și „Mayura”, ca parte din armata de răufăcători akumatizați de Akuma stacojii ai lui Scarlet Moth.
În „Vânătorul de inimi”, ea și André sunt simultan akumatizați în Vânătorul de Inimi, un superrăufăcător cu două fețe, cu capacitatea de a mânca dragoste. În „Optigami”, când este manipulată de Gabriel să fie umilită la TV, ea este akumatizată de Shadow Moth în Regina Stilurilor încă o dată.
Roger Raincomprix
Este un ofițer de poliție și tatăl Sabrinei. În episodul „Rogercop”, el este supărat după ce primarul Andre Bourgeois îl concediază din cauza unei neînțelegeri și este akumatizat în răufăcătorul titular, Rogercop, un polițist robot. Rogercop se întoarce în episoadele „Catalizatoarea” și „Mayura”, ca parte din armata de răufăcători akumatizați de Akuma stacojii ai lui Scarlet Moth. În „Startrain”, Roger este vizat de Hawk Moth, dar se calmează înainte de a putea fi akumatizat, ceea ce duce la akuma fiind prins în valiza Sabrinei.
Jagged Stone
Este un cântăreț de muzică rock faimos, admirat de aproape toți locuitorii din Paris, în special de Marinette. El este adesea cazat la Hotelul Grand Paris și are un crocodil pe post de animal de companie. În episodul „Chitaristul Malefic”, el este gelos pe un nou cântăreț care l-a întrecut și i-a insultat muzica și este akumatizat în răufăcătorul titular, Chitaristul Malefic, care zboară pe un dragon și poate face pe oricine îi ascultă muzica să danseze incontrolabil. Chitaristul Malefic se întoarce în episoadele „Catalizatoarea” și „Mayura”, ca parte din armata de răufăcători akumatizați de Akuma stacojii ai lui Scarlet Moth.
În „Adevăr”, se dezvăluie că el este tatăl lui Luka și Juleka Couffaine, după ce i-a părăsit pentru că credea că stilul său de viață îl va face un tată incapabil. În „Crocoduel”, Jagged urmărește o relație cu copiii săi, explicând în continuare că a fost într-o trupă numită „Crocoduo” cu Anarka Couffaine, înainte ca aceștia să se despărțiască în cele din urmă și să urmeze o carieră solo. În „Crocoduel”, el și Anarka Couffaine sunt simultan akumatizați în Chitaristul Malefic și căpitanul Hardrock din nou ca Crocoduel.
Fang	
Este crocodilul de companie al lui Jagged Stone. Când Jagged Stone este akumatizat în Chitaristul Malefic, Fang este transformat într-un dragon zburător, care respiră foc, care servește drept mod de transport al Chitaristului Malefic.
Manon Chamak
Este o fetiță de care Marinette are adesea grijă. În episodul „Micuța Păpușar”, ea este supărată după ce mama ei o acuză că a furat niște păpuși de la Marinette și este akumatizată în răufăcătorul titular, Micuța Păpușar, care poate controla persoanele pe care păpușile lui Marinette sunt bazate. În „Micuța Păpușar 2”, ea este akumatizată din nou în Micuța Păpușar, cu noua capacitate de a controla statuile de ceară și figurile din Musée Grévin.
Nadja Chamak
Este mama lui Manon și o jurnalistă cunoscută.  În episodul „Regina Audiențelor”, ea este supărată după ce Buburuza și Motan Noir pleacă în mijlocul unui interviu cu ea și este akumatizată în răufăcătorul titular, Regina Audiențelor, care poate călători prin ecrane de televizoare și creează un show TV periculos pentru eroi, cu scopul de a obține audiență maximă. Regina Audiențelor se întoarce în episoadele „Catalizatoarea” și „Mayura”, ca parte din armata de răufăcători akumatizați de Akuma stacojii ai lui Scarlet Moth.
Gorila
Este garda de corp anonimă și musculoasă a lui Adrien, pe care acesta a poreclit-o „Gorila” datorită staturii sale impunătoare. El îl însoțește pe acesta peste tot și nu vorbește niciodată. În episodul „Gorizilla”, el este supărat după ce Gabriel Agreste îl insultă drastic din cauză că nu l-a putut găsi pe Adrien, care a fugit de acasă, și este akumatizat în răufăcătorul titular, Gorizilla, o gorilă uriașă. Gorizilla se întoarce în episoadele „Catalizatoarea” și „Mayura”, ca parte din armata de răufăcători akumatizați de Akuma stacojii ai lui Scarlet Moth.
Jalil Kubdel
Este un tânăr istoric și fratele mai mare al lui Alix. În episodul „Faraonul”, el este supărat după ce tatăl său refuză să-i asculte teoria despre faraonul Tutankhamon și este akumatizat în răufăcătorul titular, Faraonul, care are toate puterile vechilor zei egipteni. Faraonul se întoarce în episoadele „Catalizatoarea” și „Mayura”, ca parte din armata de răufăcători akumatizați de Akuma stacojii ai lui Scarlet Moth.
Xavier Ramier
Este un cetățean din Paris care iubește porumbeii și este adesea văzut hrănindu-i. În episodul „Păsărarul”, el este supărat după ce a fost alungat dintr-un parc deoarece hrănea porumbeii și este akumatizat în răufăcătorul titular, Păsărarul, care poate controla porumbeii.
Un rularea gag mai târziu stabilește că el este în mod constant akumatizat din cauza maltratării porumbeilor din Paris, doar pentru a fi ușor învins de Buburuza și Motan Noir de fiecare dată; din acest motiv, revine în „Timetagger”, „Miraculous New York” și „Adevăr”, în timp ce face zeci de apariții în afara ecranului. În „Dr. Porumbel 72”, domnul Ramier este akumatizat de Shadow Moth în Dr. Porumbel pentru a 72-a oară, cu noua capacitate de a controla porumbeii negri răi care transformă oamenii în porumbei înșiși. Odată de-akumatizat, el devine primul destinatar al Talismanului Magic a Buburuzei, protejându-l de toate akumatizațiile viitoare.
Theo Barbot
Este un artist și sculptor local, deși este văzut adesea în fundal făcând și alte meserii. În episodul „Plagiatorul”, el este gelos pe Motan Noir pentru afecțiunea lui pentru Buburuză și este akumatizat în răufăcătorul titular, Plagiatorul, care arată exact ca Motan Noir și are toate puterile lui.
Wang Cheng
Este unchiul lui Marinette și un bucătar chinez faimos. În episodul „Kung Food”, el sosește în Paris pentru un concurs de gătit și este supărat după ce pierde din cauza lui Chloe, astfel că este akumatizat în răufăcătorul titular, Kung Food, care arme făcute din mancare și poate controla pe toți cei care i-au gustat supa.
Marlena și Otis Cesaire
Sunt părinții iubitori ai Alyei. Otis este un îngrijitor la zoo, în timp ce Marlena este bucătarul șef la Hotelul Grand Paris. În episodul „Aniom”, Otis este supărat după ce Kim i-a insultat pantera și este akumatizat în răufăcătorul titular, Aniom, care se poate transforma în orice animal. Aniom se întoarce în episoadele „Catalizatoarea” și „Mayura”, ca parte din armata de răufăcători akumatizați de Akuma stacojii ai lui Scarlet Moth.
Vincent Aza
Este un fotograf și cel mai mare fan al lui Jagged Stone. În episodul „Pixelatorul”, el este supărat după ce nu a fost lăsat să-i facă poze lui Jagged și este akumatizat în răufăcătorul titular, Pixelatorul, care poate transporta oamenii pe care îi fotografiază în tablouri din apartamentul său.
Simon Grimaul
Este un hipnotizator care apare în episodul „Simon Spune”, unde participă la un show TV în care este provocat să-l hipnotizeze pe Gabriel Agreste. Simon este supărat după ce Gabriel refuză să participe, pierzând astfel provocarea, și este akumatizat în răufăcătorul titular, Simon Spune, care poate controla oamenii folosind cărți de joc. 
Moșul
Este un om în vârstă anonim și prietenos care apare în episodul „Moșul Groazei”, unde este costumat în Moș Crăciun cu ocazia Crăciunului. El se împrietenește cu Adrien, care a fugit de acasă deoarece era supărat că va trebui să petreacă primul Crăciun fără mama sa, dar este atacat de Buburuză, care credea că Moșul este un răufăcător care l-a capturat pe Adrien. Supărat, el este akumatizat în răufăcătorul titular, Moșul Groazei, un ticălos adevărat înarmat cu o sanie zburătoare și cadouri pline de lucruri neplăcute, cu care dorește să transforme acest Crăciun în cel mai rău din istoria Parisului.                    
Jean
Este un valet care lucrează la Hotelul Grand Paris, adesea servind-o pe Chloe. În episodul „Ursulețul Malefic”, el este supărat după ce Chloe îl concediază din cauză ca a făcut-o din greșeală de râs în fața colegilor ei și este akumatizat în răufăcătorul titular, Ursulețul Malefic, care pilotează un ursuleț de pluș și poate controla pe oricine îmbrățișează. Ursulețul Malefic se întoarce în episoadele „Catalizatoarea” și „Mayura”, ca parte din armata de răufăcători akumatizați de Akuma stacojii ai lui Scarlet Moth.
Gina Dupain
Este mama lui Tom și bunica extrem de activă a lui Marinette, care călătorește peste tot în lume. În episodul „Befana”, ea sosește în Paris cu ocazia zilei de naștere a lui Marinette și este supărată după ce aceasta preferă să-și petreacă timpul cu prietenii ei decât cu ea, astfel că este akumatizată în răufăcătorul titular, Befana, care zboară pe o motocicletă și poate folosi bomboane pentru a transforma oamenii în cărbune sau în zâne, care devin servitorii ei.
August
Este un bebeluș care apare adesea pe fundal. În episodul „Gigantitan”, el este akumatizat din greșeală în Gigantitan, un răufăcător uriaș, dar greu de controlat (deoarece, în final, tot un bebeluș a rămas). Gigantitan se întoarce în episoadele „Catalizatoarea” și „Mayura”, ca parte din armata de răufăcători akumatizați de Akuma stacojii ai lui Scarlet Moth.
Andre Glacier
Este un vânzător ambulant de înghețată, faimos pentru faptul că înghețata sa aduce cupluri împreună. În episodul „Glaciatorul”, el este supărat după ce nu a putut s-o înveselească pe Marinette și s-o convingă să-i încerce înghețată și este akumatizat în răufăcătorul titular, Glaciatorul, care pilotează un om de înghețată uriaș și poate transforma oamenii în înghețată, cu excepția cuplurilor. Glaciatorul se întoarce în episoadele „Catalizatoarea” și „Mayura”, ca parte din armata de răufăcători akumatizați de Akuma stacojii ai lui Scarlet Moth. În „Wishmaker”, se dezvăluie că obișnuia să lucreze la un loc de muncă mizerabil de birou și a avut un hobby de a crea arome de înghețată, dar în cele din urmă a decis să devină un vânzător de înghețată cu normă întreagă pentru a se face fericit pe sine și pe alții.
Anarka Couffaine
Este mama Julekei și a lui Luka, foarte pasionată de muzică și cu o atitudine rebelă. Ea apare prima dată în episodul „Căpitanul Hardrock”, unde este supărată după ce i s-a interzis să organizeze un concert din cauza zgomotului și este akumatizată în răufăcătorul titular, Căpitanul Hardrock, un pirat care navighează pe o corabie magică ce îi ascultă orice ordin. În „Crocoduel”, ea și Jagged Stone sunt simultan acumatizate înapoi în Căpitanul Hardrock și Chitaristul Malefic în rolul Crocoduel.
Ondine
Este o elevă atletică care face înot împreună cu Kim, de care îi place în secret. Ea apare prima dată în episodul „Sirena”, unde este supărată după ce Kim o ignoră și este akumatizată în răufăcătorul titular, Sirena, o sirenă care inundă întregul Paris. Sirena se întoarce în episoadele „Catalizatoarea” și „Mayura”, ca parte din armata de răufăcători akumatizați de Akuma stacojii ai lui Scarlet Moth.
Clara Nightingale
Este o tânără cântăreață faimoasă, pentru care viața este doar dansat și cântat. În episodul „Sperietoarea”, ea este supărată după ce nu își mai poate filma videoclipul muzical din cauza lui Chloe și este akumatizată în răufăcătorul titular, Sperietoarea,  care poate transforma în statuie pe oricine nu dansează sau vorbește în rime. Sperietoarea se întoarce în episoadele „Catalizatoarea” și „Mayura”, ca parte din armata de răufăcători akumatizați de Akuma stacojii ai lui Scarlet Moth.
Penny Rolling
Este asistenta personală a lui Jagged Stone. În episodul „Problematica”, ea este stresată din cauza filmării unei emisiuni TV, în timpul căreia toată lumea pune foarte multă presiune pe ea, și este akumatizată în răufăcătorul titular, Problematica, care se poate face invizibilă și trece prin obiecte, pentru a crea un haos total.
Philippe
Este instructorul de patinaj de la patinoarul din Paris. El apare prima dată în episodul „Viforul”, unde este supărat după ce primarul Andre Bourgeois amenință că va închide patinoarul din cauză că nu are niciun elev și este akumatizat în răufăcătorul titular, Viforul, un patinator care poate transforma orice atinge cu patinele sale în gheață. Viforul se întoarce în episoadele „Catalizatoarea” și „Mayura”, ca parte din armata de răufăcători akumatizați de Akuma stacojii ai lui Scarlet Moth.
Ella și Etta Cesaire
Sunt surorile gemene ale Alyei, care iubesc să facă pozne. Ele apar prima dată în episodul „Sapotici”, unde sunt supărate după ce Alya și Marinette, care le dădăceau, le pedepsesc din cauză că au fost neastâmpărate, și sunt akumatizate în răufăcătorii titulari, Sapotici, care se pot multiplica când mănâncă.
Nora Cesaire
Este sora mai mare și foarte protectivă a Alyei și o luptătoare profesionistă. Ea apare prima dată în episodul „Anansi”, unde este supărată după ce Alya refuză să-i asculte sfaturile pentru siguranța proprie și este akumatizată în răufăcătorul titular, Anansi, un păianjen ce poate țese pânze și cățăra pe pereți.
Tânărul Ene
Este un băiețel anonim care apare în episodul „Tânărul Ene”, unde este speriat după ce a văzut un film de groază și akumatizat în răufăcătorul titular, Tânărul Ene, care zboară pe o pernă și poate aduce coșmarurile la viață.
Emilie Agreste
Este soția lui Gabriel Agreste și mama lui Adrien. Se cunosc puține lucruri despre ea, deoarece a dispărut cu ceva timp înainte de evenimentele din serie și este presupusă moartă de public; deși, în realitate, ea se află în stare de comă, fiind păstrată într-un sicriu de sticlă sub Conacul Agreste. Starea ei este forța motrice pentru acțiunile lui Gabriel și urmărirea Miraculosului Buburuză și Motan, deoarece vrea să folosească puterea nelimitată acordată folosind ambele Miraculoase pentru a o reînvia. Ea este, de asemenea, o fostă actriță, după ce a apărut în film Singurătate în rolul principal.
După cum s-a sugerat de mai multe ori în serie și a declarat în webisode-ul „Gabriel”, Emilie a fost o fostă deținătoare a Miraculosului Păun, iar folosirea Miraculosului deteriorat a fost cauza directă a stării ei. În prezent, nu se știe de ce și cum a folosit Emilie Miraculosul Păun suficient pentru a se face în comă.
Alec Cataldi
Este un prezentator TV francez. Deși carismatic, el este adesea insensibil și urât față de ceilalți, contribuind adesea la akumatizat, cum ar fi în „Vreme Tulbur”, „Bufnița Malefică” și „Vânătorul de Kwami”.
În „Wishmaker”, simțind regret pentru alegerile sale de viață și neaprotezându-și visele, el este akumatizat de Shadow Moth în Wishmaker, care poate forța pe oricine să-și trăiască visul din copilărie în prezent. După ce a fost de-akumatizat, el decide să găzduiască o nouă emisiune TV pentru a ajuta oamenii, mai degrabă decât batjocori pe ei, și începe pansament în glisa modă.
Bob Roth
Este un producător muzical și proprietarul Bob Roth Records. El este producătorul lui Jagged Stone, încercând adesea să-l preseze să meargă mai mare și să câștige mai multă publicitate și, așa cum se arată în „Silencer”, este tatăl starului pop Xavier-Yves „XY” Roth. În sezonul 4, se dezvăluie că este implicat în alte forme de producție, producând o reclamă pentru Gabriel Agreste în „Dr. Porumbel 72”, producând filmul studențesc al domnișoarei Bustier în „Regina Banana” și complotând pentru a construi un parc tematic pentru un grup de dinozauri clonat de un om de știință în „Rocketear”.
Vivica
Este o chitaristă profesionist care lucrează pentru Jagged Stone.
În „Desperada”, după ce a fost concediată pentru că a mâncat micul dejun al lui Jagged, ea este akumatizată de Hawk Moth în Desperada, o superrăufăcătoare cu tematică de Ziua Morților, care poate convoca o serie de arme instrumentale și de a transforma victimele în Autocolante pe cazul ei chitara.
Wayhem
Este un adolescent care locuiește în Paris. El este un fan obsesiv al lui Adrien, deși în cele din urmă își tonifică comportamentul și devine mai prietenos cu el.
În „Distrugătorul de Petreceri”, întristat de faptul că nu poate intra în petrecerea lui Adrien, el este akumatizat de Hawk Moth în Distrugătorul de Petreceri, un personaj negativ cu tematică disco care poate captura orice folosind disco-bilele sale și poate percepe mișcările adversarilor săi în avans.
Rolland Dupain
Este bunicul Marinettei din partea familiei lui Tom. Ca și fiul său, el este un brutar priceput și este obsedat de tradiție, proclamând adesea „Nu așa se face!” ori de câte ori vede ceva netradițional. Ca atare, el a avut o cădere cu fiul său, atunci când sa căsătorit cu Sabine și a început să adauge făină de orez în aluatul său, dar în cele din urmă vine în jurul și se reunește cu familia sa.
În „Brutarix”, când este răvășit de vizita lui Marinette, el este akumatizat de Hawk Moth în Brutarix, un Galia și superrăufăcător cu tematică de pâine care bea un elixir special pentru a deveni mai puternic. În „Simplu Om”, frustrat de cât de complicată este lumea, el este akumatizat de Shadow Moth în Simplu Om, câștigând capacitatea de a trage valuri de energie care îi „simplifică” victimele, până la punctul de a le face să se comporte ca niște copii.
Marianne Lenoir
Rste o veche companionă și iubitoare a maestrului Fu, de care s-a despărțit în timpul celui de-al doilea război mondial. În cele din urmă, ea se poate reîntâlni cu el, deși decid să rămână despărțiți după ce Hawk Moth află despre asocierea lor.  În „Regina Miracil”, Marianne se reunește cu un Fu amnezic și pleacă de la Paris cu el.  În „Furios Fu”, se dezvăluie că acum sunt căsătoriți și locuiesc în Londra, Marianne ducându-l pe Fu să creadă că și-a pierdut amintirile într-un accident. Se presupune că ea, la fel ca Fu înainte de pierderea memoriei sale, este conștientă de identitatea secretă a lui Marinette.
În „Backwarder”, crezând că Fu a uitat de ea, ea este acumatizată de Hawk Moth în Backwarder, o superrăufăcătoare cu tematică de ceas capabil să fure timpul altora, inversând mișcarea lor și trimițându-i înapoi în timp.
Thomas Astruc
Este un regizor de film responsabil cu regia filmului Les aventures de Ladybug & Chat Noir (română: Aventurile Buburuzei și lui Motan Noir). După cum a fost dezvăluit în „Regina Banana”, a absolvit Colegiul Françoise Dupont.
În „Animaestro”, simțindu-se neapreciat la premiera filmului său, este acumatizat de Hawk Moth în Animaestro, un superrăufăcător cu temă de animație capabil să se transforme în orice personaj de animație;  deși nu se poate mișca dacă nu este urmărit.
Chris Lahiffe
Este fratele mai mic al lui Nino. În „Maestrul Chris”, depășit de dorința ca Crăciunul să vină devreme, el este acumatizat de Hawk Moth în Maestrul Chris, un ticălos cu elf de Crăciun care își poate folosi globul de zăpadă pentru a-și aduce jucăriile la viață și a le controla. În „Timetagger”, o versiune adultă al lui Chris din viitor este acumatizată în ticălosul cu temă de rapper care poate transporta pe oricine și orice în timp cu cutia sa de vopsea spray.  El ajunge în prezent pentru a fura Miraculoasele de Buburuză și Motan Noir înainte de a deveni adulți, deși este învins și revenit în viitor de către ei și Bunnyx. El este primul și până acum singurul ticălos arătat că lucrează pentru viitorul Hawk Moth, care, potrivit lui Timetagger, nu este aceeași persoană ca actualul Hawk Moth.
Claudie Kanté
Este mama lui Max. Ea este dirijorul Startrain-ului, deși are ambiții de a deveni astronaut, lucru pe care în cele din urmă reușește.
În „Startrain”, crezând că a eșuat la examenul de admitere pentru a deveni astronaut, este acumatizată de un akuma necinstit în Startrain, o superrăufăcătoare cu temă de conductor care convertește Startrain în sine într-un vehicul spațial pe care îl deține controlul total asupra. În special, ea este singurua ticăloasă acumatizată din serie până acum care acționează în întregime din propria sa voință.
Tomoe Tsurugi
Este mama supraprotectoare a lui Kagami și un scrimă de renume mondial. Este partener de afaceri și prietenă cu Gabriel Agreste și, la fel ca el, este în relații rele cu fiica ei, deși uneori îi permite mai multă libertate.  Este singurul personaj din serie care este oarbă și este văzută purtând ochelari de soare negri și folosind o sabie kendo ca baston.
În „Ikari Gozen”, supărată de Kagami care nu și-a respectat ordinele, Tomoe este acumatizată de Hawk Moth în Ikari Gozen, o ticăloasă centaur și tematică samurai cu un corp gigantic de metal și sabie și capacitatea de a prinde oameni în interiorul ei după ce i-a înghițit.
Félix Graham de Vanily
Este verișorul matern al lui Adrien care locuiește cu mama sa, Amelie, la Londra. El este aproape identic cu aspectul lui Adrien și este un magician și un artist marțial priceput. Cu ceva timp înainte de evenimentele seriei, tatăl său s-a stins din viață și Agrestes nu a participat la înmormântarea sa, lăsându-l amărât împotriva lor. În episodul său auto-intitulat, „Félix”, ajunge la Paris la aniversarea dispariției lui Emilie și îl imită pe Adrien, ducând ca Alya, Rose și Juleka să fie acuma în The Punishers Trio; oferind ulterior o alianță cu Hawk Moth pentru a recupera Inelele Gemene Graham de Vanily aflate în posesia lui Gabriel Agreste.  Deși expus în cele din urmă, el este capabil să fure inelul lui Gabriel și să-l returneze mamei sale. Este programat să facă o revenire în sezonul 4.
Su-Han
Este liderul Ordinului Gardienilor, profesorul Maestrului Fu și fostul protector al Cutiei minunate chineze.  (denumit de el „Caseta mamă”).  El și restul Gardienilor au fost prinși de sentimonsterul lui Fu înainte de serie, dar după ce Gardienii au fost restaurați la sfârșitul „Sărbătoarea”, el călătorește la Paris pentru a recupera Cutia Miraculoșilor.  El urmează un cod strict de reguli și, la fel ca toți Gardienii, este instruit într-o artă marțială specială numită „Mirakung Fu” concepută pentru a combate deținătorii de miraculoși necinstiți.  În „Furios Fu”, el încearcă să ia Caseta Miraculoșilor înapoi de la Marinette, dar, după ce a văzut-o și Motan Noir a învins-o pe Furios Fu, decide să o lase să o păzească în continuare, în timp ce rămâne la Paris pentru a se obișnui cu lumea modernă.

### Lumea miraculoasă
Barbara Keynes / Cavalerul Bufniță
Este un super-erou cu temă bufniță care apare în New York-ul miraculos. Este foarte strictă și urmează un cod etic strâns, frustrându-se cu oricine îi încalcă regulile sau nu pare să ia în serios supereroicele, precum Buburuza și Motan Noir, și chiar fiica ei, Jessica Keynes / Sparrow.  Chiar și așa, este capabilă să-i respecte pe cei care se dovedesc, permițându-i lui Sparrow să aibă mai multă independență când devine Vultur.  Este angajată într-o relație cu Olympia Hill / Majestia.
După cum a fost dezvăluit spre sfârșitul specialului, Barbara este de fapt cea mai recentă încarnare a Cavalerului Bufniță, deoarece mantia a fost transmisă de generații (se presupune că ea a fost Vrabia pentru Cavalerul Bufniță anterior) și, ca atare, își maschează genul în timp ce se afla în costum.
Jessica Keynes / Sparrow / Eagle
Este fiica Cavalerului Bufniță care apare în Miraculos New York.  Ea este acompaniata Cavalerului Bufniță, deși dorește să fie tratată ca o eroină adecvată.  După ce a primit Miraculosul Vultur, ea se transformă în super-eroul Vultur. Arma ei este un Bullroarer, iar puterea ei specială, Libertate, îi permite să elibereze pe oricine de limitele autoimpuse.
Olympia Hill / Majestia
Este un super-erou care apare în Miraculous New York. Este amabilă și plină de compasiune și este unul dintre cei mai puternici eroi din Statele Unite, posedând o forță, invulnerabilitate și fugă de neegalat. Este creatoarea și mama Uncanny Valley și are o relație cu Barbara Keynes / Cavalerul Bufniță. În „Timetagger”, se spune că ar avea o soră pe nume Ignoblia, care va fi inamicul Buburuzei și Motanului Noir în viitor, potrivit Bunnyx.
Aeon / Uncanny Valley
Este un super-erou Android care apare în Miraculos New York. Ea este creația lui Majestia și sora adoptivă a lui Jessica Keynes, care este capabilă să zboare, să tragă lasere și să pătrundă în tehnologie. Datorită faptului că este un robot, ea nu este afectată de masca cuantică care ascunde identitățile Buburuzei și Motanului Noir, făcându-i primul personaj care vede complet prin deghizările lor, deși mai târziu își șterge propria memorie pentru a-i proteja.
Camilla Hombee / Victory
Este președintele Statelor Unite și un super-erou patriotic care apare în New York-ul Miraculos.  Poartă un scut și are acces la numeroase arme militare ascunse în New York.
Mike Rochip / Tehno-Pirat
Este un super-personaj care apare în Miraculous New York. Este obsedat de furtul tehnologiei și are forță supraomenească și abilități tehnopatice.
După ce a fost arestat de Eroii Uniți, el este acumatizat de Hawk Moth în Tehnolizer, care poate fura și copia orice piesă de tehnologie. Mai târziu, i se dăruiește Miraculosul Vultur și devine Miraclonizator, care folosește puterea de eliberare a Miraculosului Vultur pentru a-i elibera pe Eroii Uniți de constrângerile lor etice, făcându-i să devină furioși.  Odată dezackumatizat, este arestat din nou.
Monk
Este membru al Ordinului Gardienilor care a apărut în New York-ul Miraculos ca gardian al Cutiei Miraculoșilor al Nativilor Americani. El apare pe scurt la sfârșitul specialului pentru a confrunta Vulturul și Uncanny Valley și pentru a revendica Miraculosul Vultur, dar este în schimb convins să rămână în New York și să creeze o nouă generație de eroi.
Fei Wu / Lady Dragon
Este o tânără artistă marțial care apare în Shanghai Miraculos.  Ea este fiica adoptivă a lui Wu Shifu, care învață kung fu și valorile sub el pentru a deveni Gardianul Peșterii Sacre. După ce Shifu este ucis și brățara pe care i-a încredințat-o lui Fei furată, Fei devine o hoață pentru a-l plăti pe Cash pentru informații despre ucigașul tatălui ei, deși, după ce a întâlnit-o pe Marinette, renunță la acest stil de viață. În prezent locuiește cu Wang Cheng, unchiul lui Marinette.
După ce a revendicat bijuteria prodigioasă pe care Shifu o proteja, ea se transformă în Doamnadragon, câștigând abilitatea de a vedea creaturi numite Renlings și de a se transforma în diferite animale dacă posedă valorile pe care le reprezintă. Transformările sale includ Doamna Bear (calm), Doamna Mantie (răbdare), Doamna Șarpe (curaj), Damna Maimuță (compasiune), Doamna Vultur (încredere), Doamna Cal (onoare), Doamna Tigru (disciplină) și în cele din urmă forma sa de dragon  (justiție).  Prin aceste valori, Fei Wu a reușit să-i ajute pe Buburuza și Motan Noir să-l calmeze pe Mei Shi și să-l aducă pe Cash în fața justiției.
Renlings
Sunt ființe asemănătoare unui sprite care apar în Shanghai Miraculos.  Ei sunt „veri” pentru Kwami și reprezintă valorile umane. Aceștia acordă oricui deține Prodigiosul capacitatea de a se transforma în animale cu care seamănă atâta timp cât posedă valorile pe care le reprezintă.
Acestea sunt formate din dragonul Long Long, Xiong Xiong asemănător ursului, Tang Tang, She She (șarpe-ca She She), Ying Ying, asemănătoare vulturului, Hou Hou, asemănătoare unei maimuțe, asemănătoare calului  Ma Ma, și Hu Hu, asemănător unui tigru.
Mei Shi
Este protectorul leului al Prodigiosului care apare în Shanghai miraculos. Inițial, el apare ca o statuie, judecând pe oricine pretinde Prodigiosul demnității lor. Mai târziu, el își asumă formele o mică creatură asemănătoare kwami-ului și începe să-o însoțească pe Doamnadragon.
Când o consideră pe Fei nedemn de a mânui Prodigiosul din cauza căutării sale de răzbunare, Mei Shi este acumatizată de Hawk Moth în YanLuoShi, un gigant furibund cu capacitatea de a dezintegra pe oricine are un puternic fascicul laser, care îl trădează rapid pe Hawk Moth și intră în furie în Shanghai.
Cash
Este un șef al lacomului care deține un magazin de amanet în Shanghai. Apare pe scurt în Miraculous New York și debutează oficial în Shanghai Miraculous. Înainte de evenimentele speciale, el a fost responsabil pentru moartea lui Wu Shifu, distrugerea școlii sale și furarea brățării pe care Fei i-a fost încredințată să o protejeze, pe care ulterior a vândut-o Nathalie în numele lui Gabriel Agreste. Mai târziu, fiica lui Shifu, Fei, o fură pentru el în schimbul informațiilor despre ucigașul tatălui ei. Cu toate acestea, Fei îl părăsește în cele din urmă când încearcă să-o facă pe Marinette să-și cumpere propriile lucruri la magazinul său.
Învins de lăcomie în încercarea de a-o determina pe Marinette să întoarcă banii pe care i-i datorează, el este acumatizat de Hawk Moth în Regele Cash, un superrăufăcător auriu cu temă de războinic din teracotă, care deține un ventilator capabil să treacă și să transforme oamenii în aur. Odată învins și dezakumatizat, Fei îl cheamă pentru uciderea lui Shifu și manipularea ei, dar alege să renunțe la căutarea ei de răzbunare și îl duce la poliție ca Doamnadragon.